# Велика Попина
Велика Попина (хорв. Velika Popina) — населений пункт у Хорватії, у Задарській жупанії у складі громади Грачаць.

## Населення
Населення за даними перепису 2011 року становило 71 осіб.
Динаміка чисельності населення поселення:

## Клімат
Середня річна температура становить 8,50 °C, середня максимальна – 22,90 °C, а середня мінімальна – -7,52 °C. Середня річна кількість опадів – 1142 мм.
| Клімат поселення                              | Клімат поселення | Клімат поселення | Клімат поселення | Клімат поселення | Клімат поселення | Клімат поселення | Клімат поселення | Клімат поселення | Клімат поселення | Клімат поселення | Клімат поселення | Клімат поселення | Клімат поселення |
| Показник                                      | Січ.             | Лют.             | Бер.             | Квіт.            | Трав.            | Черв.            | Лип.             | Серп.            | Вер.             | Жовт.            | Лист.            | Груд.            |                  |
| Середній максимум, °C                         | 5,95             | 7,08             | 10,07            | 14,20            | 18,98            | 22,39            | 22,90            | 22,76            | 18,74            | 14,34            | 9,22             | 5,24             |                  |
| Середня температура, °C                       | −0,79            | 0,32             | 3,34             | 7,47             | 12,23            | 15,66            | 17,99            | 17,86            | 13,80            | 9,41             | 4,30             | 0,32             |                  |
| Середній мінімум, °C                          | −7,52            | −6,42            | −3,41            | 0,72             | 5,49             | 8,92             | 13,08            | 12,94            | 8,91             | 4,50             | −0,6             | −4,59            |                  |
| Норма опадів, мм                              | 85               | 85               | 88               | 97               | 85               | 86               | 61               | 73               | 106              | 120              | 141              | 115              |                  |
| Середньомісячна швидкість вітру, м/с          | 2.11             | 2.28             | 2.47             | 2.44             | 2.22             | 1.94             | 1.92             | 1.82             | 1.94             | 2.06             | 2.30             | 2.36             |                  |
| Середньомісячна сонячна радіація, кДж/м²·день | 4923             | 7547             | 11240            | 15687            | 19577            | 21836            | 23630            | 20581            | 15301            | 9880             | 5394             | 4125             |                  |
| --------------------------------------------- | ---------------- | ---------------- | ---------------- | ---------------- | ---------------- | ---------------- | ---------------- | ---------------- | ---------------- | ---------------- | ---------------- | ---------------- | ---------------- |
| Джерело:                                      |                  |                  |                  |                  |                  |                  |                  |                  |                  |                  |                  |                  |                  |